# Notiobia (Notiobia)
Notiobia (Notiobia) lub Notiobia sensu stricto – podrodzaj chrząszczy z rodziny biegaczowatych, podrodziny Harpalinae i rodzaju Notiobia.

## Taksonomia
Takson opisany został w 1830 roku przez Maximiliana Perty'ego jako rodzaj Notiobia. Jego gatunkiem typowym został N. nebrioides. Później przedstawicieli rodzajów Notiobia, Diatypus, Diapheromerus i Anisotarsus połączono w jeden rodzaj Notiobia.

## Opis
Należą tu chrząszcze o ciele długości od 7 do 15 mm, wysmukłym do umiarkowanie tęgiego. Grzbietowa jego strona jest ceglasta, zielona, niebiesko-zielona, miedziana lub czarna z lub bez metalicznego połysku, a brzuszna ciemnowęglowa. Nadustek szeroko obrzeżony. Bródka z wystającym zębem bocznym, oddzielona całkowicie od podbródka bruzdą poprzeczną. Przyjęzyczki nieco dłuższe od języczka. Szerokość najwęższej części policzków mniejsza od szerokości pierwszego człony czułków. Krawędź przedplecza z przodu łukowata, z tyłu zbiegająca się. Tylne kąty zaokrąglone lub wyraźne. Golenie odnóży przednich z lancetowatym kolcem. Uda odnóży tylnych zwykle z 2 długimi szczecinami na tylnej krawędzi, a ich stopy o pierwszym członie krótszym niż drugi i trzeci razem wzięte. Trzeci międzyrząd pokryw z uszczecinionym punktowaniem w wierzchołkowej ⅓, a czwarty z drobną uszczecinionym punktowaniem przy wierzchołku. Tylne skrzydła w pełni rozwinięte u większości osobników. Środkowy płat edeagusa symetryczny, bez dysku wierzchołkowego. Walwifer płaski do nieco wypukłego, o bocznym obrzeżeniu półbłoniastym.

## Występowanie
Przedstawiciele podrodzaju zamieszkują Boliwię, Brazylię, Ekwador, Gujanę Francuską, Gwatemalę, Honduras, Kolumbię, Kostarykę, Meksyk, Nikaraguę, Panamę, Paragwaj, Peru, Salwador, Trynidad, Tobago i Wenezuelę.

## Systematyka
Opisano 26 gatunków z tego podrodzaju:
- Notiobia acuminata Arndt et Wrase, 2001
- Notiobia aulica Dejean, 1829
- Notiobia chiriquensis Bates, 1884
- Notiobia concinna (Erichson, 1847)
- Notiobia concolor Putzeys, 1878
- Notiobia cooperi Noonan, 1973
- Notiobia cupreola Bates, 1878
- Notiobia disparilis Bates, 1878
- Notiobia ewarti Noonan, 1973
- Notiobia flavicincta (Erichson, 1847)
- Notiobia glabrata Arndt, 1998
- Notiobia incerta Bates, 1882
- Notiobia jucunda Bates, 1878
- Notiobia leiroides Bates, 1878
- Notiobia longipennis Putzeys, 1878
- Notiobia maxima Arndt, 1998
- Notiobia melaena Bates, 1882
- Notiobia nebrioides Perty, 1830
- Notiobia obscura Bates, 1882
- Notiobia pallipes Bates, 1882
- Notiobia pseudolimbipennis Arndt, 1998
- Notiobia ruficruris (Brulle, 1838)
- Notiobia similis Putzeys, 1878
- Notiobia variabilis Arndt et Wrase, 2001
- Notiobia viridula (Dejean, 1829)
- Notiobia wilkensi (Chaudoir, 1837)